# 8. Königlich Bayerische Infanterie-Brigade
Die 8. Infanterie-Brigade war ein Großverband der Bayerischen Armee.

## Friedensgliederung 1914

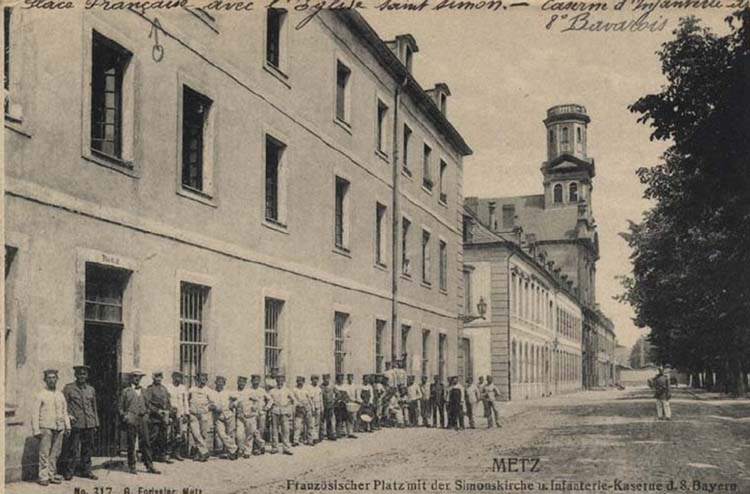
Voigt-Rhetz Infanteriekaserne

Das Kommando stand 1914 in der Festung Metz und die Brigade war Teil der 4. Division. Ihr unterstanden folgende Einheiten:
- 4. Infanterie-Regiment „König Wilhelm von Württemberg“ in Metz
- 8. Infanterie-Regiment „Großherzog Friedrich II. von Baden“ in Metz

## Geschichte

### Erster Weltkrieg
Die Brigade unter ihrem Kommandeur Generalmajor Karl Riedl wurde zu Beginn des Ersten Weltkriegs in ihrer Garnisonsstadt und Festung Metz eingesetzt, jedoch schon Anfang August 1914 durch die 5. Reserve-Infanterie-Brigade abgelöst. Die Brigade wurde der 5. Armee (Saarbrücken), getrennt von der Masse der bayerischen Truppen unterstellt. Im Rahmen der Schlacht in Lothringen am 20. und 21. August 1914 unterstützte die Brigade den Angriff der 6. Armee auf der rechten Flanke, indem sie von südlich Metz antretend nach Nomeny vorstieß. Am Abend des 20. August war Nomeny genommen und konnte trotz französischer Gegenangriffe gehalten werden. Am 25. August 1914 stand die Brigade am linken Flügel der 5. Armee bei Rouvres, wo sie von weit überlegenen französischen Truppen in der Flanke angegriffen wurde. Doch sie wies die Angriffe ab, sodass diese bis zum Abend zusammenbrachen. Ab dem 29. September 1914 wurde die Brigade auf den Höhen von Combres eingesetzt. Die Franzosen versuchten unter anderem mit Sappen-, Minen- und Freifeldangriff die Höhen wieder zu nehmen, die Brigade hielt jedoch über Monate stand.

## Kommandeure
| Dienstgrad          | Name                                            | Datum                                                       |
| ------------------- | ----------------------------------------------- | ----------------------------------------------------------- |
| Generalmajor        | Joseph Maximilian von Maillinger                | 03. Juni 1869 bis 10. November 1870                         |
| Generalmajor        | Maximilian von Leublfing                        | 10. November 1870 bis 17. Februar 1872                      |
| Generalmajor        | Gustav von Mühlbauer                            | 18. Februar 1872 bis 30. April 1873                         |
| Generalmajor        | Wilhelm Kohlermann                              | 01. Mai 1873 bis 3. Dezember 1874                           |
| Generalmajor        | Adolf von Heinleth                              | 04. Dezember 1874 bis 24. April 1875                        |
| Generalmajor        | Franz Gemmingen von Massenbach                  | 25. April 1875 bis 27. Mai 1876                             |
| Generalmajor        | Friedrich von Muck                              | 28. Mai 1876 bis 10. November 1877                          |
| Generalmajor        | Maximilian von Gumppenberg                      | 11. November 1877 bis 21. November 1883                     |
| Generalmajor        | Theodor Eppler                                  | 22. November 1883 bis 24. Juli 1888                         |
| Oberst              | Franz Berg                                      | 25. Juli bis 18. Dezember 1888 (mit der Führung beauftragt) |
| Oberst/Generalmajor | Franz Berg                                      | 19. Dezember 1888 bis 1889                                  |
| Oberst/Generalmajor | Gustav Waagen                                   | 1889 bis 8. Juni 1892                                       |
| Generalmajor        | Joseph Holl                                     | 0. Juni 1892 bis 20. März 1896                              |
| Generalmajor        | Friedrich Wolff                                 | 21. März 1896 bis 30. Oktober 1898                          |
| Generalmajor        | Wilhelm Kranz                                   | 31. Oktober 1898 bis 2. Dezember 1900                       |
| Generalmajor        | Otto Walther von Walderstötten                  | 03. Dezember 1900 bis 31. März 1901                         |
| Generalmajor        | Karl Leichtenstern                              | 01. April 1901 bis 15. Mai 1902                             |
| Generalmajor        | Maximilian von Mauchenheim genannt Bechtolsheim | 16. Mai 1902 bis 21. April 1904                             |
| Generalmajor        | Friedrich Grüber                                | 22. April 1904 bis 20. Juli 1906                            |
| Generalmajor        | Otto Wening                                     | 21. Juli 1906 bis 21. November 1909                         |
| Generalmajor        | Bernhard Kießling                               | 22. November 1909 bis 21. März 1911                         |
| Generalmajor        | Theodor Scheler                                 | 22. März 1911 bis 22. Januar 1913                           |
| Generalmajor        | Paul von Kneußl                                 | 23. Januar bis 27. März 1913                                |
| Oberst/Generalmajor | Karl von Riedl                                  | 27. März 1913 bis 1. August 1916                            |
| Generalmajor        | Karl von Reck                                   | 01. August 1916 bis 30. September 1917                      |
| Generalmajor        | Jakob Schulz                                    | 30. September 1917 bis 21. Januar 1918                      |
| Oberst              | Hans Jordan                                     | 21. Januar bis 16. Dezember 1918                            |